# John Farmer (kompozytor)
John Farmer, także Fermer, Fermor (ur. około 1570, zm. po 1601) – angielski lub irlandzki kompozytor i organista.

## Życiorys
Na jego temat wiadomo niewiele. W latach 1595– 1599 prowadził chór chłopięcy przy katedrze św. Trójcy w Dublinie. W 1599 roku mieszkał w Londynie. Przypuszczalnie związany był z dworem Edwarda de Vere, earla Oksfordu, któremu dedykował swoje dzieła.
Opublikował zbiory Divers and Sundry Waies of Two Parts in One, to the number of Fortie, uppon One Playn Song (Londyn 1591) i The First Set of English Madrigals: To Foure Voices (Londyn 1599). Jego utwory zachowały się także w The Whole Booke of Psalmes Thomasa Easta (1592), a jeden również w The Triumphes of Oriana Thomasa Morleya (1603). Zasłynął przede wszystkim jako twórca madrygałów. Kompozycje Farmera cechują się prostotą budowy, żywą rytmiką i pogodnym charakterem.